# Whittlesford
Whittlesford är en ort och civil parish i Storbritannien.   Den ligger i distriktet South Cambridgeshire i grevskapet Cambridgeshire i riksdelen England, i den sydöstra delen av landet, 70 km norr om huvudstaden London. Whittlesford ligger 28 meter över havet och antalet invånare är 1 568.
Terrängen runt Whittlesford är platt. Runt Whittlesford är det ganska tätbefolkat, med 139 invånare per kvadratkilometer. Närmaste större samhälle är Cambridge, 9,9 km norr om Whittlesford. Trakten runt Whittlesford består till största delen av jordbruksmark.